# Ponç de Caramany
Ponç Armengol de Caramany i de Biure (?, ?). Cavaller, senyor del castell de Ventalló i del castell de Vallespinosa, senyor del lloc de Sant Pere Pescador.

## Antecedents familiars
Fill de Joan d'Armengol i de Caramany, senyor dels castells de Ventalló i Vallespinosa, descendent dels Armengol-Cervelló, que anteposà el cognom matern al patern; i de Leonor de Biure.
El seu germà era en Joan d'Armengol, senyor de Montagut, casat amb Eulàlia de Pons. D'aquesta branca sorgeix els comtes de Montagut.
El seu avi patern fou l'honorable cavaller Francesc d'Armengol i de Cervelló, casat amb Leonor de Caramany.

## Núpcies i descendents
Es casà a principis del segle xvi, amb Anna de Caramany de Madrigal i Íxer, filla d'Alvar de Madrigal, capità de l'exèrcit de Joan II. Anna, tenia 2 germans, n'Arnau de Madrigal i Íxer i n'Agnés de Madrigal i Íxer.
Van tenir almenys un fill i una filla:
- Alvar Armengol de Caramany i Madrigal.
- Beatriu Armengol de Caramany, casada amb Galceran de Vilanova.[5]
- Violant Armengol de Caramany, monja del convent de Sant Daniel de Girona.
- Magdalena Armengol de Caramany, priora del convent de Peralada.
- Cecília Armengol de Caramany, monja del convent de Peralada.

## Biografia
Sabem que en el 1515, concretament el 18 d'agost, va vendre el castell de Vallespinosa al noble Joan Armengol, cavaller, doctor en lleis del consell reial, de la família dels barons de Rocafort de Queralt, per 33.000 sous barcelonesos.
El 18 de setembre d'aquell any, Anna, la seva esposa, vengué el castell de Ciurana.